# Mocejón (kommunhuvudort)
Mocejón är en kommunhuvudort i Spanien. Den ligger i provinsen Toledo och regionen Kastilien-La Mancha, i den centrala delen av landet, 60 km söder om huvudstaden Madrid. Mocejón ligger 483 meter över havet och antalet invånare är 4 449.
Terrängen runt Mocejón är platt. Runt Mocejón är det ganska tätbefolkat, med 72 invånare per kvadratkilometer. Närmaste större samhälle är Toledo, 12,7 km sydväst om Mocejón. Trakten runt Mocejón består till största delen av jordbruksmark.